# Al-Mamlaka-Arena
Die Al-Mamlaka-Arena (arabisch المملكة ارينا; deutsch Königreich-Arena) ist ein Fußballstadion mit schließbarem Dach in der saudi-arabischen Hauptstadt Riad. Es ist die Heimspielstätte des Fußballclubs al-Hilal.

## Geschichte
Die Al-Mamlaka-Arena wurde in 180 Tagen erbaut und bietet Platz für 30.000 Menschen. Es gibt  20 Luxuslogen. Das Stadion hat ein schließbares Dach und einen vierseitigen Videowürfel, der über der Mitte des Spielfelds hängt.
Das erste Fußballspiel, das im Stadion ausgetragen wurde, war am 29. Januar 2024 ein Freundschaftsspiel zwischen al-Hilal und Inter Miami, das mit einem 4:3-Sieg von Al Hilal endete.